# Freudenberg (Oberpfalz)
Freudenberg ist eine Gemeinde im Oberpfälzer Landkreis Amberg-Sulzbach etwa 12 km nordöstlich von Amberg rund um den Johannisberg (605 m Meereshöhe) im Naabgebirge, einen der westlichsten Ausläufer des Oberpfälzer Waldes. Sie zählt zur Metropolregion Nürnberg.

## Herkunft des Namens
Der Name stammt vermutlich vom altgermanischen Namen Fruido ab.

## Geografie

### Nachbargemeinden
Die Nachbargemeinden (im Uhrzeigersinn) sind: Hirschau, Schnaittenbach, Schmidgaden, Fensterbach, Ebermannsdorf, Kümmersbruck, Amberg und Hahnbach.
| Hahnbach 21 km     | Hirschau 11 km                              | Schnaittenbach 10 km |
| Amberg 12 km       | Kompassrose, die auf Nachbargemeinden zeigt | Schmidgaden 14 km    |
| Kümmersbruck 14 km | Ebermannsdorf 25 km                         | Fensterbach 16 km    |

### Gemeindegliederung
Es gibt 34 Gemeindeteile (in Klammern ist der Siedlungstyp angegeben):
- Altenricht (Weiler)
- Aschach (Kirchdorf)
- Bärnmühle (Einöde)
- Baumgarten (Weiler)
- Berghof (Einöde)
- Buchenöd (Einöde)
- Bühl (Dorf)
- Ellersdorf (Dorf)
- Etsdorf (Kirchdorf)
- Freudenberg (Dorf)
- Geiselhof (Dorf)
- Götzendorf (Einöde)
- Greßmühle (Dorf)
- Hainstetten (Dorf)
- Hammermühle (Einöde)
- Hiltersdorf (Dorf)
- Holzhaus (Einöde)
- Hötzelsdorf (Weiler)
- Immenstetten (Dorf)
- Kohlmühle (Einöde)
- Lintach (Pfarrdorf)
- Oberpennading (Weiler)
- Paulsdorf (Kirchdorf) mit St. Peter und Paul (Paulsdorf)
- Pursruck (Pfarrdorf)
- Rannahof (Einöde)
- Schlauderhof (Einöde)
- Schleißdorf (Dorf)
- Schwand (Weiler)
- Ströhlhof (Einöde)
- Thann (Einöde)
- Traglhof (Einöde)
- Unterpennading (Weiler)
- Witzlricht (Weiler)
- Wutschdorf (Pfarrdorf)

## Geschichte

### Bis zur Gemeindegründung
Freudenberg wurde urkundlich erstmals 1252 erwähnt. Bereits um 1500 v. Chr. siedelten Kelten auf dem Johannisberg und errichteten eine Ringwallanlage (1500–500 v. Chr.). Um 800 n. Chr. wurde die Gegend durch die Bajuwaren besiedelt.
Von 1250 bis 1594 existierte die reichsfreie Adelsherrschaft der Freudenberger, die vom letzten Freudenberger Hans II. an die kurpfälzischen Fürsten in Amberg verkauft wurde. Das Amt Freudenberg wurde mit dem Amt Rieden zu einem Amt vereinigt. In Freudenberg wird 1387 ein Eisenhammer erwähnt, welcher der Oberpfälzer Hammereinigung angehört („Heymeran Alhart mit dem hamer zu der Heselmühl (= Haselmühl) vnd mit dem hamer zu Freudenberg“). Aus einem Bericht des Johann German Barbing an den Kurfürst Ferdinand Maria vom 16. Januar 1666 heißt es: „Freydenberg hat gleichfalls nur einen Eisenhammer, eine viertel Stunde unter Freydenberg liegend, so längst zu grunde gegangen, und nur ein ‚Sündterhaufen‘ zu sehen ist, zu welchem Hammer das ‚Arzt‘ von Amberg abgeholt und als auuo 1594 Pfalzgraf Friedrich die Grafschaft Freydenberg von Hansen dem Alteren von Freydenberg zur Churpfalz kaufte, ist bald darauf von hochgedachtem Pfalzgrafen das Hammerwerk abgelegt und dafür eine Papiermühle errichtet worden. Die Gebäude unterhielt die gnädigste Herrschaft, dagegen die Papierer (Papierfabrikanten) mußten jährlich gegen 60 fl. und mehr Zins geben. Weil aber anno 1627 ‚durch eine große Wassergüß‘ diese Papiermühle sehr verschüttet, ist sie von gnädigster Herrschaft nicht mehr aufgerichtet, sondern öd liegen geblieben, auch das Eisenwerk ist in den Kriegsläufen alles weggenommen worden.“ Auf das abgegangene Werk weisen der Bachname Hammerbach sowie der frühere Flurname Hammerleiten hin.
Die kurpfälzische Herrschaft währte nicht lange. Als Folge der ersten Kriegsjahre des Dreißigjährigen Kriegs mit einer Reihe von Niederlagen für die pfälzisch-böhmischen Truppen erhielt Herzog Maximilian I. als Entschädigung für die Kriegskosten 1628 die Obere Pfalz, zu der auch Freudenberg gehörte. Freudenberg wurde kurbayrisch, die Herrschaft der Kurpfalz über die Obere Pfalz war damit beendet.
Vom Schloss der Freudenberger existieren heute nur noch kleine Reste. Freudenberg war später Sitz eines Pflegamtes und gehörte zum Rentamt Amberg im Kurfürstentum Bayern.

### Eingemeindungen
Im Zuge der Gebietsreform in Bayern schlossen sich am 1. Januar 1970 die Gemeinden Freudenberg und Wutschdorf zur neuen Gemeinde Freudenberg zusammen. Diese gliederte am 1. April 1971 die Gemeinden Aschach, Etsdorf, Hiltersdorf, Lintach und Pursruck in ihr Gemeindegebiet ein.

### Einwohnerentwicklung
Zwischen 1988 und 2018 wuchs die Gemeinde von 3573 auf 4175 um 602 Einwohner bzw. um 16,9 %.
Die Einwohnerzahlen der sieben ehemaligen Gemeinden:
- Aschach (858 Einwohner)
- Etsdorf (477 Einwohner)
- Paulsdorf (212 Einwohner)
- Freudenberg (728 Einwohner)
- Hiltersdorf (408 Einwohner)
- Lintach (705 Einwohner)
- Pursruck (149 Einwohner)
- Wutschdorf (607 Einwohner)

(Einwohnerstand vom Stichtag 31. Dezember 2004) Die Gesamtzahl der Einwohner der Gemeinde Freudenberg betrug damit am Stichtag 4249.

## Religion
Im Jahr 1628 wurde Freudenberg endgültig katholisch. Der überwiegende Teil der Bevölkerung ist auch heute noch römisch-katholisch.

## Politik
- CSU: 8
- FW: 4
- SPD: 2
- ÖDP: 2

### Gemeinderat
Der Gemeinderat hat 16 Mitglieder. Bei der Kommunalwahl vom 15. März 2020 haben von den 3417 stimmberechtigten Einwohnern in der Gemeinde Freudenberg 2620 von ihrem Wahlrecht Gebrauch gemacht, womit die Wahlbeteiligung bei 76,68 % lag.

### Bürgermeister
Am 16. März 2014 wurde Alwin Märkl von der CSU zum neuen Ersten Bürgermeister gewählt. Bei der Kommunalwahl vom 15. März 2020 wurde er mit 63,32 % der Stimmen wiedergewählt.

### Wappen
| Gemeindewappen von Freudenberg | Blasonierung: „Geteilt; oben schräg geviert von Rot und Silber; unten in Gold ein unterhalbes rotes Mühlrad.“ |
| Gemeindewappen von Freudenberg | Wappenbegründung: Durch das Mühlrad wird auf das örtliche Hammerwerk und die Papiermühle hingewiesen, die früher eine große wirtschaftliche Bedeutung für den Ort hatten. Aus dem Wappen der Herren von Paulsdorf, einem bedeutenden Oberpfälzer Adelsgeschlecht, deren Stammsitz in Paulsdorf bei Hiltersdorf liegt, ist die Schrägvierung im oberen Schildteil entnommen. Die Paulsdorfer hatten die Herrschaft in Freudenberg bis zum Jahr 1622 inne. Gemeindewappen und -flagge wurden am 27. März 1975 vom Regierungspräsidenten der Oberpfalz genehmigt. |

## Wirtschaft, Bildung und Infrastruktur

### Wirtschaft
Während Freudenberg bis in die 1960/1970er Jahre überwiegend ein Bauern- und Handwerkerdorf war, gibt es heute nur noch wenige Nebenerwerbs- und Haupterwerbslandwirte. Der Großteil der Bevölkerung pendelt in die umliegenden größeren Gemeinden und Städte (wie Amberg, Hirschau, Wernberg oder Weiden), so dass – wie in vielen Dörfern – der Charakter eines Bauerndorfes der Vergangenheit angehört. Daneben existiert noch Bau-, Brau- und Kleingewerbe. Tourismus ist eine weitere kleine Einnahmequelle, wie auch die Holzwirtschaft.

#### Sender Amberg
Auf dem Rotbühl beim Ortsteil Hainstetten (49° 30′ 31″ N, 12° 0′ 17″ O) betreibt die Deutsche Telekom AG den Grundnetzsender Amberg für Fernsehen (DVB-T), DAB und UKW-Hörfunk. Als Antennenträger wird ein 150 m hoher, abgespannter Stahlfachwerkmast verwendet, dessen Fundament sich in einer Höhe von 668 m über NN befindet.

#### Windkraftanlagen Witzlricht
In der Gemeinde Freudenberg wurden im Dezember 2011 die ersten Windkraftanlagen im Landkreis Amberg-Sulzbach in Betrieb genommen. Der Gemeinderat hatte zuvor einstimmig eine Sonderzone für Windkraftnutzung in der Nähe des Ortes Witzlricht ausgewiesen. Die beiden Anlagen vom Typ Enercon E-82 werden von der Bürgerwind Region Freudenberg GmbH betrieben.

#### Windkraftanlage Hainstetten
Ebenfalls auf dem Gemeindegebiet befindet sich die leistungsstärkste Windkraftanlage der Oberpfalz. Dabei handelt es sich um eine Anlage des Typs Vestas V-122 mit einer Nennleistung von 3,45 Megawatt.

### Verkehr
Der nächste Bahnhof ist  Amberg an der Bahnstrecke Nürnberg–Schwandorf, etwa zwölf Kilometer südwestlich von Freudenberg. Zwischen Amberg und Freudenberg verkehrt werktags die Buslinie 59 des Verkehrsunternehmens Regionalbus Ostbayern.
Durch Freudenberg verläuft die Staatsstraße 2399, die Kreisstraße AS 29 führt nach Weiher.

## Freizeit und Kultur
Die Gemeinde Freudenberg zeichnet sich durch ein reges altbairisch geprägtes Vereins- und  Brauchtumsleben aus. Der angrenzende Johannisberg und das Waldgebiet des Buchberges erlauben naturnahe Sport- und Freizeitgestaltung. In den 1960er Jahren erbaute die Gemeinde ein Freibad und einen Skilift (mit Flutlichtanlage).

## Kultur und Sehenswürdigkeiten

### Bauwerke

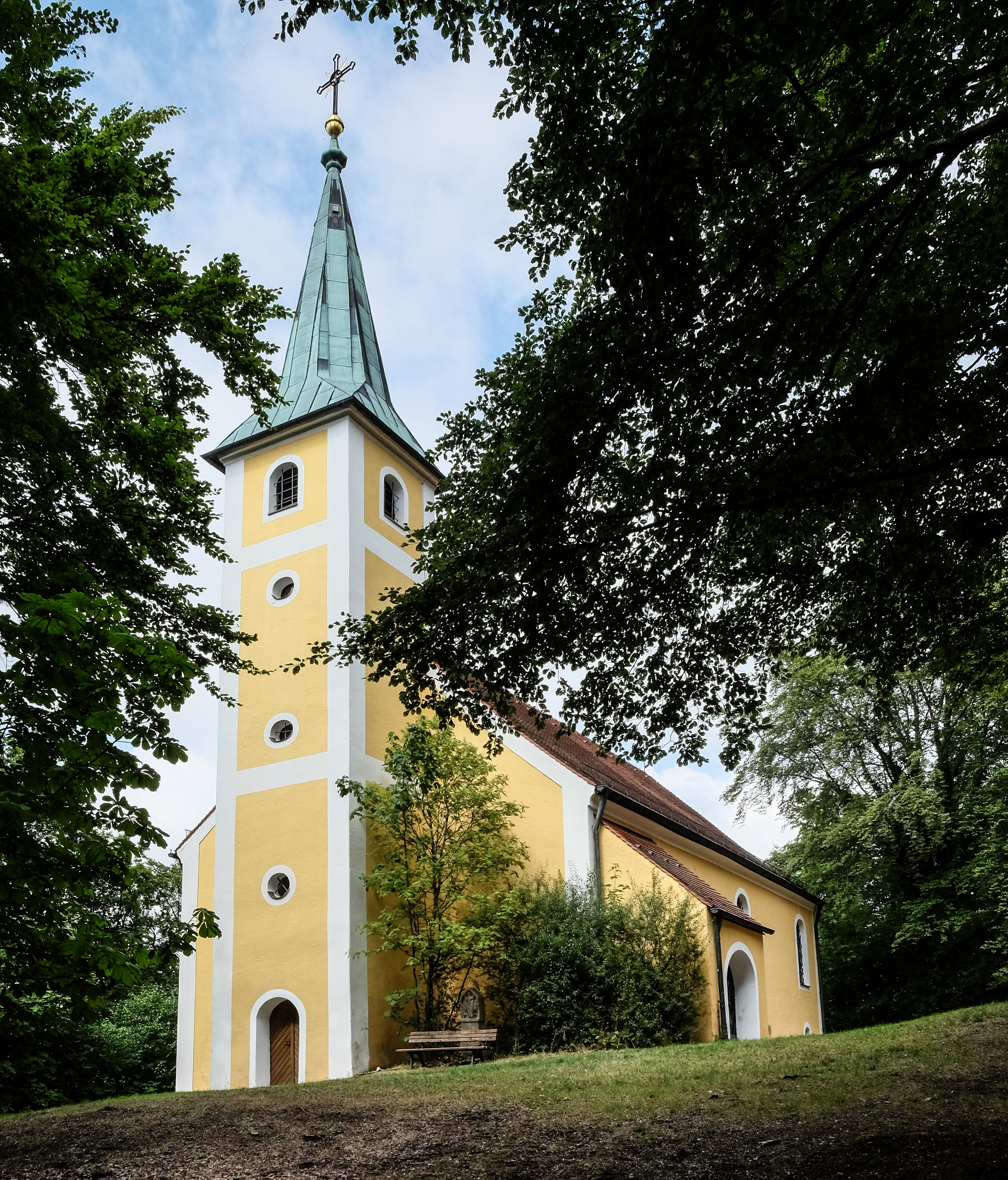
Wallfahrtskirche St. Johann Baptist auf dem Johannisberg

#### Katholische Wallfahrtskirche St. Johannes Baptist
Die Wallfahrtskirche auf dem Johannisberg  zwischen den Gemeindeteilen Freudenberg und Lintach stammt in ihrer heutigen Form aus dem Jahre 1711. Noch heute finden dort vor allem im Sommerhalbjahr zusätzlich zu den Feiern in den Dorfkirchen der Gemeindeteile Gottesdienste statt. Sehr beliebt ist die Kirche auch für kirchliche Familienfeste wie z. B. Hochzeiten.

### Regelmäßige Veranstaltungen
Höhepunkte des dörflichen Lebens in der Gemeinde Freudenberg sind die traditionellen Kirchweihen. Im Gemeindegebiet finden im Jahresverlauf fünf größere Kirchweihen – im Dialekt „Kirwan“ bezeichnet – statt: in Aschach, Etsdorf, Lintach, Freudenberg und Schleißdorf. Die Kirchweihen im Gemeindegebiet sind Bestandteil des Kulturerbes Kirwa im Amberg-Sulzbacher Land.
Darüber hinaus gab es alle zwei Jahre am Skiliftgelände am Fuße des Johannisbergs ein Open-Air-Festival. In der Vergangenheit lockte diese Veranstaltung bis zu 13.000 Besucher an.
Lange Tradition genießt das Johannisbergfest am Namenstag Johannes des Täufers (24. Juni): Mehrere Pilgergruppen aus der Region brechen am nächstgelegenen Sonntag zu einer Fußwallfahrt zur Johannisbergkirche auf. Das traditionelle Johannisfeuer ist eines der größten in der Region und findet in der Regel am Freitag als Eröffnung des Festwochenendes statt.

### Vereine
- Regionale Bekanntheit hat Freudenberg durch die Freudenberger Bauernbühne

## Persönlichkeiten
- Der Theologe August Adam (1888–1965) wurde in Pursruck geboren.
- Der Theologe Karl Adam (1876–1966) wurde in Pursruck geboren.
- Der Chirurg Max Biebl (1893–1968) wurde in Etsdorf geboren.
- Der Komponist Franz Biebl (1906–2001) wurde in Pursruck geboren.
- Hans Dotzler (1925–2015) wanderte 1953 in die USA aus und gründete dort das Unternehmen Lightning Metal Spec., dem er von 1965 bis 2000 vorstand.
- Ferdinand Haberl (1906–1985), Prälat, Komponist, Leiter der Kirchenmusikschule Regensburg, 1976 Träger des Kulturpreises der Stadt Regensburg.
- Der Theologe Peter Lippert (1879–1936) wurde in Altenricht geboren.
- Kommunikationsdesigner und Künstler Wilhelm Koch (* 1960) lebt im Gemeindeteil Etsdorf und leitet dort das Tempelmuseum.